# Уайт, Фэй
Фэй Дебора Уайт (англ. Faye Deborah White; род. 2 февраля 1978, Хорли, Суррей) — английская футболистка, известная по выступлениям за женский лондонский «Арсенал» и сборную Англии. Одна из самых известных футболисток Англии.

## Карьера

### Клубная
Воспитанница клуба «Хорсхем Ледис», фарм-клуба команды «Хорли Таун». Провела там три года, после чего прошла в академию «Арсенала». Первым тренером был Джим Мюйр, который помог Фэй пробиться в основу команды, когда девочке едва исполнилось 14 лет. Дебют в команде состоялся уже в сезоне 1996/1997. В сезоне 1997/1998 впервые выиграла звание лучшего игрока Премьер-Лиги. Выиграла всего 31 комплект наград, 10 раз становилась чемпионкой Англии, 9 раз выигрывала Кубок Англии и 6 раз Кубок Лиги. Оформила четыре «золотых дубля» и один «золотой покер». В марте 2013 года объявила о завершении карьеры.

### В сборной
В 1997 году дебютировала в сборной в матче против Шотландии в возрасте 19 лет. В 2002 году стала капитаном сборной. Участвовала в чемпионатах Европы 2001, 2005 и 2009 годов (в последнем первенстве играла с маской на лице из-за травмы скулы). Выступления за сборную прекратила в апреле 2012 года.

## Личная жизнь

### Образование и внеигровая работа
Окончила среднюю Яттендонскую и Оквудскую школы города Хорли. По образованию квалифицированный медик-массажист. Нередко работает телекомментатором матчей на каналах BBC, Sky Sports, Eurosport и ESPN, а также занимает официальную должность в отделе клуба по продвижению женского футбола. Продвигала заявку Англии на чемпионат мира по футболу 2018.

### Семья
У Фэй есть брат, игравший в клубе «Хорли Таун». В апреле 2012 года она объявила о том, что ждёт ребёнка, вследствие чего приостановила тренировки и отказалась от участия в олимпийском турнире по футболу. 2 октября 2012 Фэй родила сына, которого назвала Лукасом.